# Ausgleichsfutter
Das Ausgleichsfutter ist eine Sonderform eines Spannfutters, welches neben der Werkzeugaufnahme auch maschinenbedingte Toleranzen und Fehler eliminieren soll.
So gibt es Ausgleichsfutter speziell für das Gewindeschneiden und für das Reiben. Beide Formen unterscheiden sich erheblich in Aufbau und Funktion.

## Ausgleichsfutter für Gewindebohrungen
Ausgleichsfutter für das Gewindeschneiden haben das Hauptmerkmal, dass sie Längenunterschiede aus der Arbeitsdrehzahl sowie dem eingesetzten Arbeitsvorschub im Verhältnis zur Gewindesteigung und Gewindetiefe durch Längenänderung ausgleichen können. Damit ist es möglich, auf mechanischen Säulenbohrmaschinen oder älteren, auch verschlissenen, CNC-Maschinen Gewinde mit Gewindebohrern zu fertigen. Da nicht alle, insbesondere ältere, CNC-Maschinen über die notwendige Rechenleistung und Genauigkeit verfügten, bei Erreichen der programmierten Gewindetiefe zeitsynchron den Vorschub zu reduzieren und gleichzeitig die Spindeldrehzahl zu reduzieren sowie wieder umzukehren und mit entgegengesetztem Vorschub wieder anlaufen zu lassen, war der Einsatz dieses Elementes, des Ausgleichsfutters, unumgänglich.
Heute kommen diese Ausgleichsfutter bei der Anwendung auf CNC-Maschinen nur noch dann zum Einsatz, wenn größere Gewinde bei extrem kleinen Steigungen (Feingewinde) gefertigt werden müssen und auf Grund der Bearbeitungslage ein Gewindefräsen nicht infrage kommt. So wird beim Einsatz auf CNC-Maschinen der Vorschubwert pro Umdrehung, der der Gewindesteigung entspricht, etwas kleiner (wenige 1/10 mm) programmiert. Somit zieht sich der Gewindebohrer nach dem Anschnitt selber ins Teil, welches durch das Ausgleichsfutter ausgeglichen wird. Ausgleichsfutter haben meist nur einen Streckbereich von etwa 10–15 mm. Es muss dabei beachtet werden, dass der Streckbereich des Ausgleichsfutters bei Erreichen der Gewindetiefe nicht zu 100 % aufgebraucht ist. Wird die Differenz zur realen Steigung zu groß programmiert, erreicht das Futter seine Streckgrenze vor Erreichen der Gewindetiefe, und der Gewindebohrer reißt das Gewinde aus oder bricht gar in der Bohrung ab.

## Ausgleichsfutter für das Reiben
Ausgleichsfutter für das Reiben haben die Aufgabe, maschinenbedingte Fehler, wie das Schlagen der Arbeitsspindel, Rundlauffehler der Arbeitsspindel, Geometriefehler wie Winkelversatz der Z-Achse zum Arbeitstisch sowie Positionierfehler in X- und Y-Richtung auszugleichen.
Dazu gibt es konzeptionell zwei unterschiedliche Wege.

### Für Winkel- und Positionierfehler
Für Winkel- und Positionierfehler kommen Ausgleichfutter (*) zum Einsatz, die selbstzentrierend wirken und auch unter dem Namen Pendelhalter bekannt sind. Das bedeutet, die Reibahle, wenn sie über einen entsprechend großen Anschnitt verfügt und ausreichend Aufmaß in der Bohrung vorhanden ist, zentriert sich selber, und das Ausgleichfutter lässt eine Achsverschiebung bzw. einen -versatz zwischen Bohrungsmitte und der Position der Arbeitsspindel über der Bohrung zu. Dieser Bereich kann am Ausgleichfutter eingestellt werden, sollte aber auf keinen Fall mehr als die halbe Spantiefe betragen. Die Spantiefe errechnet sich aus dem Bohrungsdurchmesser der vorgefertigten Bohrung und der Toleranzmitte der herzustellenden Passung durch zwei.
Ist das Ausgleichfutter auf zu weit eingestellt, kommt noch die entstehende Unwucht zum Tragen. Somit wird der gewünschte Effekt umgekehrt, es kommt zu einem höheren Verschleiß am Werkzeug und die Oberflächengüte kann nicht mehr erreicht werden, auch kann dabei die Zylinderform und Rundheit der Passung außerhalb des Toleranzbereiches kommen.
Ein weiteres Einsatzgebiet dieses Futtertypes sind kurvengesteuerte Mehrspindeldrehautomaten. Auch hier kommt es darauf an, Indexierungsfehler der Spindeltrommel zu eliminieren.

### Für Rundlauffehler
Diese Form von Ausgleichfutter kommt zunehmend dann zum Einsatz, wenn die Arbeitsspindeln nicht mehr über einen genügend genauen Rundlauf verfügen (Abweichung größer 0,02 mm) oder wenn Hochleistungsreibahlen mit Wendeschneidplatten zum Einsatz kommen sollen. Dabei wird das Werkzeug bzw. die Reibahle mit dem Ausgleichsfutter in der Arbeitsspindel gespannt und dort auf Rundlauf ausgerichtet. Das geschieht mit Hilfe einer Messuhr und einem Schlüssel (meist einem Inbus), indem die Messuhr auf dem Nullring der Reibahle aufgesetzt und durch Drehen der Arbeitsspindel von Hand oder im Tipp-Betrieb die maximale Abweichung ermittelt wird. Dann wird der frei positionierbare Einstellring auf den Höchstpunkt der Abweichung gedreht und mit Hilfe der Verschiebeschraube der Rundlauf der Reibahle angepasst. Dieser Vorgang wird solange wiederholt, bis der Rundlauf am Werkzeug selber unter 1/100 mm beträgt oder der vom Werkzeughersteller vorgeschriebene Wert erreicht ist. Da alle automatischen Werkzeugwechsler immer in derselben Winkelposition ihren Werkzeugwechsel ausführen, bedarf es bei CNC-Maschinen nur einmal der Korrektur, nachdem das Werkzeug in die Maschine eingeladen wurde. Erfolgt der Werkzeugwechsel von Hand und ein verdrehter Einbau des Werkzeuges in die Arbeitsspindel ist möglich, ist auf den richtige Einbaupositionierung zu achten.